# Laurie Island
Laurie Island är en ö i Antarktis. Den tillhör ögruppen Sydorkneyöarna. Argentina och Storbritannien gör anspråk på området. Arean är 86 kvadratkilometer.
Terrängen på Laurie Island är lite kuperad. Öns högsta punkt är 532 meter över havet. Den sträcker sig 13,8 kilometer i nord-sydlig riktning, och 24,0 kilometer i öst-västlig riktning.
I övrigt finns följande på Laurie Island:
- Slätter:
  - Melville Highlands
- Kullar:
  - Baldred Rock
- Halvöar:
  - Cabo Diaz
  - Cabo Dickson
  - Cape Moneta
  - Ferguslie Peninsula
  - Ferrier Peninsula
  - Fraser Point
  - Mackenzie Peninsula
  - Punta Diebel

- - Moreno, punta
  - Pirie Peninsula
  - Roca
- Berg:
  - Mount Ramsay
  - Mount Susini
  - Ross Peaks
- Bergspass:
  - Ewer Pass